# Кацман, Леонард
Леона́рд Ка́цман (англ. Leonard Katzman, 2 сентября 1927 — 5 сентября 1996) — американский телевизионный продюсер, режиссёр и сценарист, чья карьера охватывала четыре десятилетия.

## Биография
Кацман родился в Нью-Йорке, и начал свою карьеру в 1940 году, в качестве ассистента режиссёра в Голливуде. Он работал ассистентом вплоть до конца пятидесятых, а после начал карьеру продюсера на телевидении. Его первой работой стал сериал «Шоссе 66», где он на протяжении четырёх сезонов выступал сопродюсером. Его более крупными продюсерскими работами стали сериалы «Дикий, дикий Запад» (1965—1969), «Гавайи 5-O» (1969—1970), «Дымок из ствола» (1970—1974), «Грязная Салли» (1974), «Петрочелли» (1974—1976) и «Бегство Логана» (1977—1978).
В 1978 году, Кацман был одним из продюсеров мини-сериала «Даллас», который в итоге превратился в один из наиболее успешных и длительных проектов в истории телевидения. Создатель сериала Дэвид Джэйкобс покинул шоу во время второго сезона и Леонард Кацман де-факто стал его шоураннером, вплоть до финала в мае 1991 года. После того, как Кацман занял пост главы шоу, его направление изменилось и из автономной, концепция сменилась в последовательную драму, после чего и родился термин прайм-тайм мыльная опера. Тем не менее в первые годы пост исполнительного продюсера занимал Филип Капис, а Кацман, из-за разногласий с ним, отходил от шоу в первой половине восьмидесятых. CBS в итоге уволили Каписа, чтобы вернуть Кацмана, и с десятого сезона он был у руля сериала.
После завершения «Далласа», Кацман создал недолго просуществовавшую криминальную драму для CBS, а в 1994-95 годах служил исполнительным продюсером сериала «Крутой Уокер: правосудие по-техасски». Его последней работой стал телефильм «Даллас: Джей Ар возвращается», где он выступил как продюсер, режиссёр и автор. Кацман умер от сердечного приступа в Малибу, штат Калифорния, за два месяца до премьеры «Даллас: Джей Ар возвращается».